# Tuttiprobe
Als Tuttiprobe bezeichnet man im Orchesterbetrieb eine Probe, bei der das komplette Orchester anwesend ist. Der Name leitet sich von dem Musikbegriff tutti = ‚alle‘ für „alle Stimmen“ ab. 
Tuttiproben sind der wichtigste Bestandteil der Probenarbeit in einem Orchester, allerdings macht die enorme Anzahl von Musikern ein Eingehen auf einzelne Stimmgruppen oft schwierig, weswegen in den meisten Orchestern zusätzlich Register- oder Stimmproben angesetzt werden.
Tuttiproben werden von dem Dirigenten geleitet, der auch das Konzert oder die Aufnahme, für die geprobt wird, dirigieren soll.